# Hans Grodotzki
Hans Grodotzki (ur. 4 kwietnia 1936 w Pasłęku) – niemiecki lekkoatleta długodystansowiec, dwukrotny medalista olimpijski z Rzymu z 1960.

## Kariera sportowa
Reprezentował Niemiecką Republikę Demokratyczną, ale największe sukcesy odniósł, startując w barwach połączonej olimpijskiej reprezentacji Niemiec na igrzyskach w 1960 w Rzymie. Zdobył wówczas dwa srebrne medale: najpierw w biegu na 5000 metrów za Nowozelandczykiem Murrayem Halbergiem, a przed Kazimierzem Zimnym z Polski, a kilka dni później w biegu na 10 000 metrów za Piotrem Bołotnikowem z ZSRR.
Był mistrzem NRD w biegu na 5000 metrów w 1959 oraz wicemistrzem na tym dystansie w 1958, a także wicemistrzem w biegu na 1500 metrów w 1960 i w biegu na 10 000 metrów w 1959. Sukcesy odnosił również w biegach przełajowych. W biegu na długim dystansie był mistrzem NRD w 1960 i brązowym medalistą w 1961, a w biegu na krótkim dystansie wicemistrzem w 1959 i brązowym medalistą w 1957. W drużynie (jako reprezentant ASK Vorwärts Berlin) był mistrzem na krótkim dystansie w 1959 i na długim dystansie w 1960 i 1961.
Poprawiał rekordy NRD, dwukrotnie w biegu na 3000 metrów do wyniku 7:54,6 (30 lipca 1960 w Poczdamie) i trzykrotnie w biegu na 10 000 metrów do wyniku 28:37,0 (8 września 1960 w Rzymie). W 1962 doznał kontuzji ścięgna Achillesa, co zmusiło go do przerwania kariery, którą zakończył w 1964. Później pracował jako trener.